# Бенева (округ, Айдахо)
Шаблон:StateAbbr_ 47°13′ пн. ш. 116°40′ зх. д. / 47.22° пн. ш. 116.66° зх. д.
Округ  Бенева (англ. Benewah County) — округ (графство) у штаті  Айдахо, США. Ідентифікатор округу 16009.

## Історія
Округ утворений 1915 року.

## Демографія
За даними перепису 
2000 року 
загальне населення округу становило 9171 осіб, зокрема міського населення було 2885, а сільського — 6286.
Серед мешканців округу чоловіків було 4675, а жінок — 4496. В окрузі було 3580 домогосподарств, 2537 родин, які мешкали в 4238 будинках.
Середній розмір родини становив 2,99.
Віковий розподіл населення поданий у таблиці:
| Стать    | До 15 років | 15-21 | 22-29 | 30-39 | 40-49 | 50-65 | 65-85 | Понад 85 |
| -------- | ----------- | ----- | ----- | ----- | ----- | ----- | ----- | -------- |
| Чоловіки | 1056        | 461   | 309   | 597   | 721   | 895   | 579   | 57       |
| Жінки    | 939         | 408   | 372   | 571   | 712   | 825   | 558   | 111      |

## Суміжні округи
- Кутенай — північ
- Шошоні — схід
- Лейта — південь
- Вітмен, Вашингтон — південний захід
- Спокен, Вашингтон — північний захід

## Виноски
1. ↑  US Decennial Census. US Census Bureau. Архів оригіналу за 2 березня 2013. Процитовано 28 червня 2014.
2. ↑  Historical Census Browser. University of Virginia Library. Архів оригіналу за 11 серпня 2012. Процитовано 28 червня 2014.
3. ↑  Population of Counties by Decennial Census: 1900 to 1990. US Census Bureau. Архів оригіналу за 30 жовтня 2014. Процитовано 28 червня 2014.
4. ↑  Census 2000 PHC-T-4. Ranking Tables for Counties: 1990 and 2000 (PDF). US Census Bureau. Архів оригіналу (PDF) за 18 грудня 2014. Процитовано 28 червня 2014.
5. ↑  State & County QuickFacts. US Census Bureau. Архів оригіналу за 7 липня 2011. Процитовано 28 червня 2014. [Архівовано 2011-06-06 у Wayback Machine.](англ.) Наведено за англійською вікіпедією.
6. ↑  American FactFinder. Бюро перепису населення США. Архів оригіналу за 26 лютого 2012. Процитовано 31 січня 2008. [Архівовано 2008-05-21 у Wayback Machine.]

| США | Це незавершена стаття з географії США. Ви можете допомогти проєкту, виправивши або дописавши її. |